# Schafbach (Elbbach)
Der Schafbach ist ein etwa dreizehneinhalb Kilometer langer linker Zufluss des Elbbaches im Westerwald, der im  rheinland-pfälzischen Westerwaldkreis verläuft. 

## Name
Bis 1270 trug der Bach den Namen Hene, wovon sich der Ortsname Höhn ableitet.

## Geographie

### Verlauf
Der Schafbach entsteht in einer Wiesenlandschaft aus zwei Quellästen in der Westerwälder Basalthochfläche südlich von Höhn-Neuhochstein. 
Der Bach fließt zunächst in südwestlicher Richtung am Nordrand eines Walds entlang. Nach dem Verlassen des Walds wird er vom Schönberger Bach gespeist. Er unterquert die B 255 und bewegt sich anschließend nach Süden durch ein Waldgebiet. Danach fließt er links am Ahlsberg vorbei und wird kurz darauf auf seiner rechten Seite vom Walzenbach und gleich danach auf der linken durch den Binnbach verstärkt.
Nördlich von Halbs fließt ihm der Bach vom Heerstrut zu. Der Schafbach schlägt einen weiten Bogen um Halbs und verschwindet dann verrohrt in den Untergrund, um nach etwa 200 Meter nördlich von Hergenroth wieder aufzutauchen. Er passiert die Ortschaft und wird etwas später vom Seebach gespeist. Nach etwa 400 Metern zweigt von dem Bach ein Mühlgraben ab, welcher früher die Klöcknersmühle betrieb. 
Der Schafbach erreicht nun den Nordrand von Westerburg, wo er sich mit dem Mühlgraben wieder vereinigt. In der Nähe des Marktplatzes von Westerburg fällt ihn der Hülsbach zu. Seine Fließrichtung ist nun der Südosten. Er verlässt das Ortsgelände, wendet er sich abrupt nach Osten und fließt am Südrand der Stadt entlang. Nach gut 900 Metern wechselt er nach Südosten, passiert ein Wäldchen und unterquert anschließend die L 288. Er bewegt sich nun durch eine Äcker- und Wiesenlandschaft und fließt, reich von Bäumen gesäumt, an der Steinbrücksmühle und an der Jeremiasmühle vorbei. 
Ab dort läuft er etwa 600 Meter parallel zum Elbbach, in welchen er bei der Hammermühle schließlich mündet.

### Zuflüsse
| Name               | GKZ      | Lage   | Länge in km | EZG in km² |
| ------------------ | -------- | ------ | ----------- | ---------- |
| Schönberger Bach   | 25876212 | links0 | 001,0000    | 0001,4280  |
| Walzenbach         | 2587622  | rechts | 001,5000    | 0002,2980  |
| Binnbach           |          | links0 | 001,6000    |            |
| Bach vom Heerstrut | 2587624  | rechts | 001,1000    | 0000,9750  |
| Seebach            | 2587626  | links0 | 007,4000    | 0018,1320  |
| Hülsbach           | 2587628  | rechts | 003,4000    | 0005,9840  |
| Dinkelsbach        | 2587629… | links0 | 000,5000    | 0000,4000  |

### Flusssystem Elbbach
- Fließgewässer im Flusssystem Elbbach